# Darantasia ecxathia
Darantasia ecxathia là một loài bướm đêm thuộc phân họ Arctiinae, họ Erebidae.